# Tingvalla IP
Tingvalla IP (volledige naam: Tingvalla Idrottsplats) is een multifunctioneel stadion in het Zweedse Karlstad. Het stadion werd geopend in 1919 en heeft een capaciteit van 10.000 toeschouwers, waarvan 100 zittend. Het is de thuishaven van de voetbalclub Carlstad United BK en de American footballclub Carlstad Crusaders. Ook de vrouwenvoetbalclub QBIK en Karlstad BK spelen hun wedstrijden in Tingvalla IP. Tevens worden er atletiekevenementen gehouden in het stadion.
Het was een van de stadions wat werd gebruikt voor het wereldkampioenschap voetbal vrouwen 1995. Een paar jaar later werd het ook gebruikt voor het Europees kampioenschap voetbal vrouwen 1997.
In 2010 onderging het stadion een kleine renovatie: er werd een nieuwe tribune geplaatst, tevens werden de klok en de hekken vernieuwd.

## Voetbalinterlands
| № | Datum        | Wedstrijd         | Uitslag | Competitie        | Toeschouwers |
| - | ------------ | ----------------- | ------- | ----------------- | ------------ |
| 1 | 11 juni 1939 | Zweden – Litouwen | 7 – 0   | Vriendschappelijk | 5.631        |

Bijgewerkt t/m 31 december 2013.